# Herta Rössle
Herta Rössle (* 12. September 1906 in Stuttgart; † 30. November 1991 ebenda) war eine deutsche Malerin und Grafikerin des Expressiven Realismus.

## Leben und Werk
Herta Rössle nahm zunächst privaten Mal- und Zeichenunterricht bei Albrecht Leo Merz in Stuttgart. Von 1924 bis 1931 studierte sie dann bei Arnold Waldschmidt, Hans Spiegel, Robert Breyer und Heinrich Altherr an der Kunstakademie Stuttgart.
Sie war Mitglied der 1929 gegründeten Stuttgarter Sezession. Die Jahre von 1933 bis 1938 verbrachte sie in München. 1934 kam dort ihr Sohn zur Welt. In der Zeit des Nationalsozialismus erhielt sie Ausstellungsverbot. In den Kriegsjahren von 1939 bis 1945 arbeitete sie als Schwesternhelferin beim Deutschen Roten Kreuz.
Ab 1945 wurde Herta Rössle wieder als freischaffende Künstlerin tätig. Von 1966 bis 1972 war sie Vorsitzende des Bundes Bildender Künstlerinnen Württembergs. In den Jahren von 1950 bis 1966 schuf sie zahlreiche Wandmalereien. 1972 bezog sie eine Atelier-Wohnung in Stuttgart-Sillenbuch. 1991 starb sie in Stuttgart. Sie wurde dort auf dem Waldfriedhof beigesetzt.
Herta Rössle gilt als bedeutende Vertreterin des Expressiven Realismus, welcher die „koloristischen Errungenschaften des Impressionismus mit der Farb- und Formenfreiheit des Expressionismus“ vereinigte.

## Ausstellungsteilnahmen (Auszug)
- 1931: Juryfreie Künstlervereinigung Stuttgart.
- 1932: Stuttgarter Sezession.